# Terry Matalas
Terry Matalas (Raritan, 11 dicembre 1975) è uno sceneggiatore, produttore televisivo e regista statunitense. È noto principalmente per aver creato le serie televisive L'esercito delle 12 scimmie (12 Monkeys) È stato uno showrunner nella quarta stagione di MacGyver per la CBS e nella seconda e terza stagione di Star Trek: Picard su Paramount+. Nel 2024 viene scelto dai Marvel Studios come showrunner di Vision Quest.

## Biografia
Terry Matalas è cresciuto vicino a Raritan, nel New Jersey. Da adolescente, il film preferito di Matalas era Ritorno al futuro (Back to the Future) e Star Trek: The Next Generation era uno dei suoi programmi preferiti. Ha finito per lavorare su progetti relativi a entrambi i titoli più tardi nella sua carriera professionale. Matalas ha frequentato l'Emerson College di Boston, dove ha incontrato il frequente co-collaboratore Travis Fickett.

## Filmografia

### Sceneggiatore

#### Televisione
- Star Trek: Enterprise - serie TV, episodi 3x05 e 3x14 (2003)
- Terra Nova – serie TV, episodi 1x06 e 1x10 (2011)
- Nikita – serie TV, episodi 3x06, 3x13, 3x18, 4x04(2012-2013)
- L'esercito delle 12 scimmie (12 Monkeys) – serie TV, 47 episodi (2015-2018)
- Nightflyers - serie TV, 1 episodio (2018)
- MacGyver – serie TV, 94 episodi (2020)
- Star Trek: Picard - serie TV, 30 episodi (2020-2023)
- Vision Quest - serie TV (2026)

### Produttore esecutivo

#### Televisione
- L'esercito delle 12 scimmie (12 Monkeys) – serie TV, 36 episodi (2015-2018)
- Blood Drive – serie TV, 13 episodi (2017)
- Nightflyers - serie TV, 4 episodi (2018)
- MacGyver – serie TV, 94 episodi (2020)
- Star Trek: Picard - serie TV, 20 episodi (2020-2023)
- Vision Quest - serie TV (2026)

## Riconoscimenti
Writers Guild of America Award
- 2024 – Candidatura per la miglior episodio drammatico per Star Trek: Picard per l'episodio L'ultima generazione.

Astra TV Awards
- 2023 - Candidatura migliore sceneggiatura per serie TV drammatica in streaming (Best Writing in a Streaming Drama Series) per l'episodio L'ultima generazione.